# Vol Helios Airways 522
 (juillet 2025).
Si vous disposez d'ouvrages ou d'articles de référence ou si vous connaissez des sites web de qualité traitant du thème abordé ici, merci de compléter l'article en donnant les références utiles à sa vérifiabilité et en les liant à la section « Notes et références ».
Le 14 août 2005, le vol Helios Airways 522 (ZU-522), un Boeing 737-300 parti de Larnaca (Chypre) vers Prague, avec une escale prévue à l'aéroport international d'Athènes Elefthérios-Venizélos, en Grèce, s'écrase sur une colline près de Marathon, à 40 km au nord-est d'Athènes, en Grèce.
En raison de l'absence de pressurisation lors de la montée, non détectée par les pilotes, ceux-ci s'évanouissent, le contact radio est perdu et l'avion continue le vol vers Athènes au niveau de vol 340 (10 200 m) sous pilote automatique, jusqu'à la panne de carburant, sans que deux chasseurs F-16 envoyés en reconnaissance ni l'intervention aux commandes d'un steward ne puissent l'éviter.
Les 121 personnes à bord trouvent la mort dans l'accident, ce qui en fait la pire catastrophe aérienne de l'histoire de la Grèce, et la pire impliquant la compagnie chypriote Helios Airways.

## Contexte

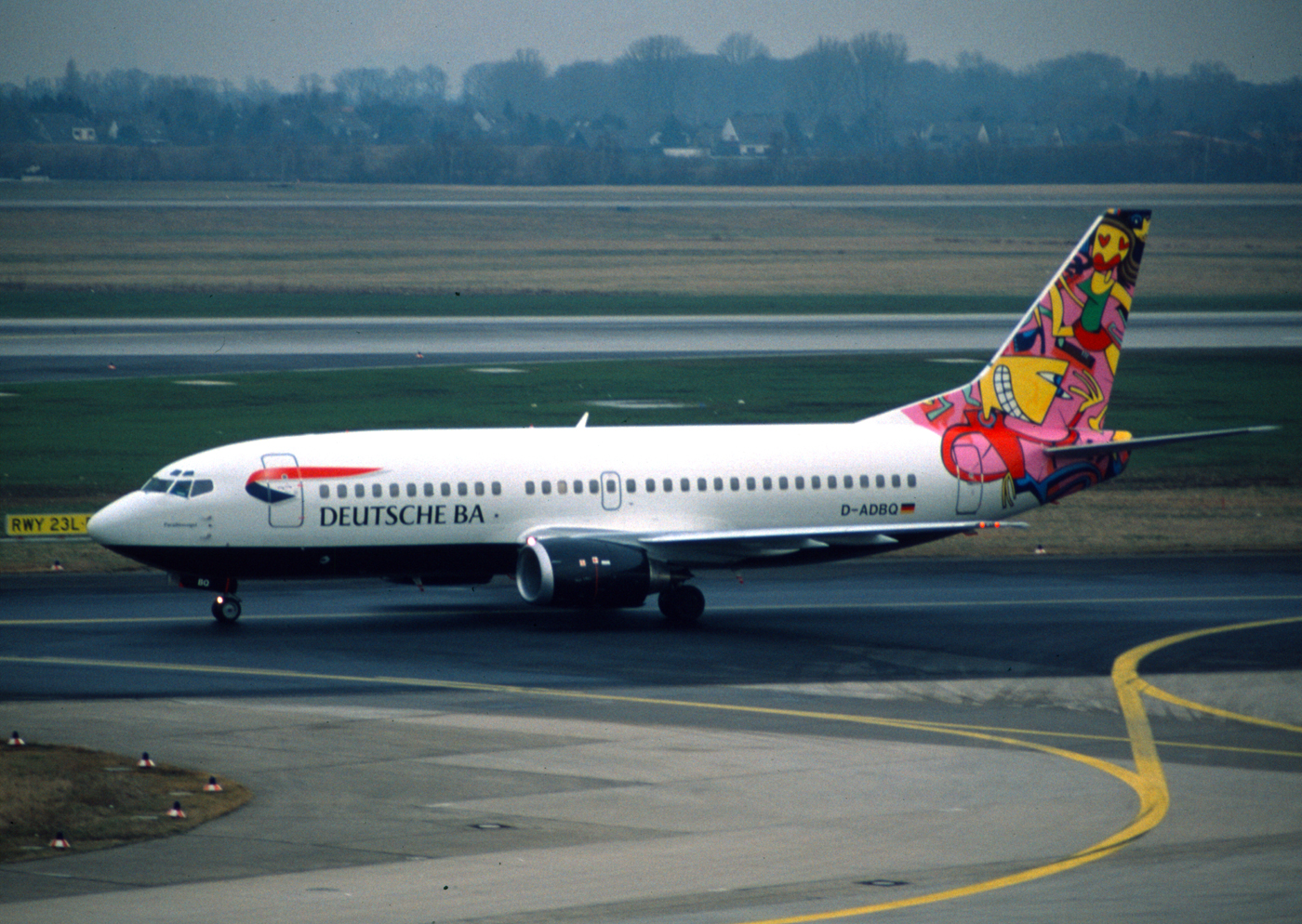
Le 737 impliqué dans l'accident, alors qu'il opérait pour Fly DBA, ici à l'aéroport international de Düsseldorf en février 1998.

L'appareil impliqué dans cet accident, initialement immatriculé D-ADBQ, est un Boeing 737-31S, dont le premier vol a eu lieu le 29 décembre 1997 et qui a été exploité par la compagnie aérienne allemande Fly DBA de 1998 à 2004. Il a ensuite été loué à Helios Airways le 16 avril 2004, et a été réenregistré 5B-DBY et surnommé « Olympia ». Outre cet avion, la flotte d'Helios Airways comprend également deux Boeing 737-800 loués et un Airbus A319-100, livrés le 14 mai 2005.
Le jour de l'accident, le vol 522 est arrivé à l'aéroport international de Larnaca, en provenance de l'aéroport de Londres-Heathrow, à 1 h 25, heure locale. Il devait ensuite quitter Larnaca à 9 h 00 et de se rendre à l'aéroport international de Prague-Ruzyně, avec une escale prévue à l'aéroport international d'Athènes, où il devait arriver à 10 h 45.
Le commandant de bord est Hans-Jürgen Merten (58 ans), un pilote de nationalité allemande, engagé sous contrat par Helios Airways pour la saison estivale, qui effectue des vols commerciaux depuis 35 ans (auparavant pour Interflug de 1970 à 1991) et totalise 16 900 heures de vol à son actif, dont 5 500 heures sur Boeing 737. 
Le copilote est Pampos Charalambous (51 ans), de nationalité chypriote, qui a volé exclusivement pour Helios Airways au cours des cinq dernières années, totalisant 7 549 heures de vol tout au long de sa carrière, dont 3 991 heures sur Boeing 737.

## Déroulement du vol

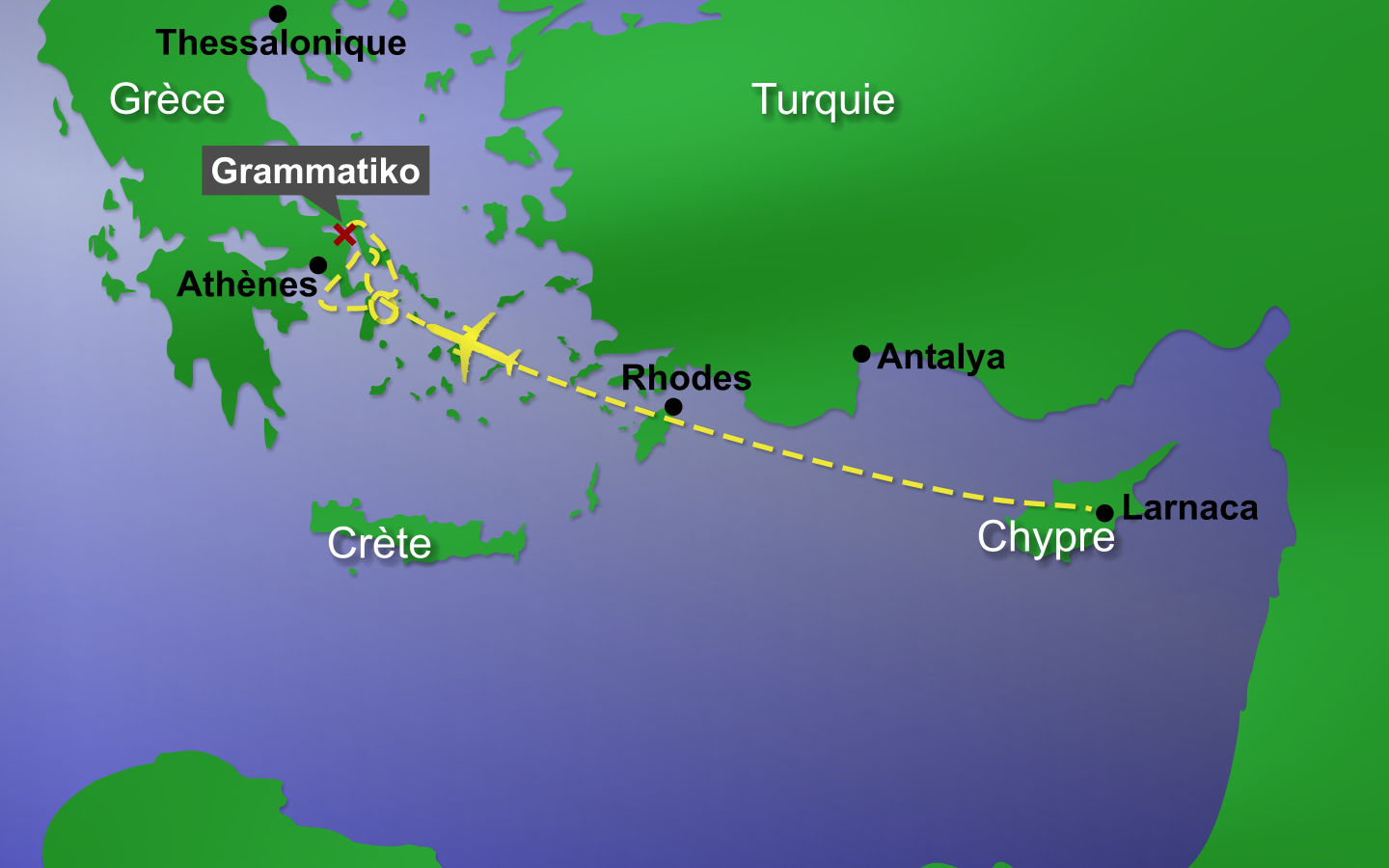
Carte du vol 522.

Les 115 passagers (dont 22 enfants de 4 à 18 ans) et les 6 membres d'équipage embarquent à l'aéroport de Larnaca à Chypre le matin du 14 août 2005. Le vol 522 est à destination de Prague, en République tchèque, après une escale prévue à Athènes. Il décolle à 9 h 4 locales (EET), soit 6 h 4 UTC.
Peu après le décollage, une alarme se déclenche. Les pilotes l'identifient comme une alarme de configuration de décollage, ce qui plonge l'équipage en pleine confusion, car cette alarme ne se déclenche qu'au sol. Elle est suivie de l'alarme « master caution ». Les pilotes avertissent leur compagnie, mais vers 9 h 20, celle-ci ainsi que le centre de contrôle régional de Nicosie perdent tout contact radio avec l'appareil.
Craignant un possible détournement et un risque d'attentat, deux F-16 de l' armée grecque sont envoyés en reconnaissance et localisent l'appareil volant au-dessus de l'Eubée. Ils ne peuvent entrer en contact avec l'avion mais aperçoivent le copilote plié en deux dans la cabine de pilotage. Les passagers, eux, semblent inertes. Les masques à oxygène sont descendus en cabine. Cependant aucune trace du commandant de bord. Celui-ci est en fait affalé sur le sol, invisible pour les pilotes des F-16. Vers 11 h 49, les pilotes militaires voient une personne entrer dans le cockpit et s'installer aux commandes. Par signes, le pilote du F-16 lui demande « Pouvez-vous continuer à voler ? ». Il répond négativement. À ce moment-là, le réacteur gauche s'arrête, bientôt suivi du réacteur droit, faute de carburant.

Photo montrant la queue du 737, sur le site du crash du vol 522.

À 12 h 4 locales (9 h 4 UTC), l'avion s'écrase, toujours escorté, sur une zone non habitée, dans des montagnes arides près du village de Grammatikó sur la commune de Marathon, 10 km au nord de la ville de Marathon et 40 km au nord-est d'Athènes. Il n'y a aucun survivant parmi les 121 passagers et membres d'équipage présents à bord. 90 corps sont retrouvés après le crash, pour la plupart partiellement calcinés.

## Victimes
L'avion transportait 115 passagers et un équipage de six personnes. Parmi les passagers, 67 devaient débarquer à Athènes, le reste continuant vers Prague. Les corps de 118 des 121 personnes présentes à bord ont été retrouvés après le crash. La liste des passagers comprenait 103 ressortissants chypriotes et 12 ressortissants grecs, dont 93 adultes et 22 enfants.
| Nationalité | Passager | Équipage | Total |
| ----------- | -------- | -------- | ----- |
| Chypre      | 103      | 4        | 107   |
| Grèce       | 12       | 1        | 13    |
| Allemagne   | 0        | 1        | 1     |
| Total       | 115      | 6        | 121   |

## L'enquête
Un an avant l'accident, en 2004, ce même appareil avait subi une dépressurisation en croisière quand la porte arrière de l'appareil s'était entrouverte en vol. L'appareil avait fait un atterrissage d'urgence, sans aucune victime. La porte avait été réparée après l'incident.
Quelques heures avant le décollage, une vérification technique menée sur une porte avait montré un défaut d'étanchéité. En effet, lors du vol précédent une des portes de l'avion s'était mise à trembler en vol et de la glace avait été observée sur la poignée. La commande de pressurisation avait été mise sur manuel pour effectuer le test, mais n'avait pas été remise sur auto à la fin. Lors de sa check-list de départ, l'équipage ne l'a pas remarqué.
Les boîtes noires sont recouvrées, l'enregistreur de vol ne conserve que les trente dernières minutes de vol. Elles montrent que la pressurisation de l'appareil n'a jamais été mise en marche. Au cours de la montée, la pression diminuant, l'oxygène est venu à manquer. Les masques de secours en cabine se sont déployés automatiquement. Les pilotes (dont les masques ne sortent pas automatiquement) ont confondu l'alarme de dépressurisation et celle de configuration décollage et ont continué la montée, leurs capacités ont peu à peu diminué par le manque d'oxygène (hypoxie) jusqu'à leur évanouissement. Ils n'ont pas non plus identifié le problème de pressurisation lorsque l'alarme générale s'est déclenchée, à la tombée des masques passagers, ni lorsque les techniciens au sol leur ont demandé de la vérifier. Le contact radio avec la maintenance au sol a été établi par le commandant de bord, un Allemand, dont l'accent n'a pas facilité le dialogue avec les techniciens, hellénophones.
L'avion, en pilotage automatique, a continué de voler jusqu'à épuisement des réserves de carburant, au bout de 3 heures de vol (au lieu de 1 h 40 prévue). L'autonomie des masques à oxygène des passagers étant de 12 minutes (la durée d'une descente d'urgence), tous les passagers se sont ensuite évanouis eux aussi (sans oxygène à 10 000 m d'altitude, la perte de connaissance intervient en 30 secondes environ). Si les premières analyses indiquent que les passagers sont morts avant l'impact, les autopsies ont révélé qu'ils étaient vivants au moment de l'impact, bien que plongés dans un coma profond et irréversible. 
Andreas Prodromou (25 ans), un steward en fonction lors de ce vol (également pilote professionnel mais non qualifié sur le Boeing 737), a pu rester conscient plus longtemps en utilisant une bouteille à oxygène portable. En effet, l'avion disposait de quatre bouteilles d'oxygène portables, d'une autonomie d'environ une heure chacune, et les débris retrouvés au sol ont montré que trois des bouteilles avaient été utilisées. Il n'était pas initialement prévu sur ce vol mais a rejoint l'équipage, car son amie, également hôtesse de l'air, en faisait partie. Devant l'absence de consignes de la part des pilotes, il est entré dans le poste de pilotage en utilisant le code prévu à cet effet pour déverrouiller la porte blindée (le signal d'ouverture a été entendu dans l'enregistreur vocal) et envoyé cinq Mayday à la radio, mais sans pouvoir établir de contact car celle-ci était restée branchée sur la fréquence de départ et se trouvait hors de portée.
Dans son rapport d'accident, le Bureau d'enquêtes accidents et de sécurité aérienne (en) de Grèce a estimé que l'enchaînement d'événements ayant mené à l'accident est le suivant :
- les pilotes n'ont pas remarqué que la pressurisation était réglée sur manuel ;
- l'équipage n'a pas identifié la nature réelle du problème ;
- l'équipage a perdu connaissance par hypoxie ;
- il s'est ensuivi la panne de carburant ;
- impact au sol[3].

## Informations démenties
- Les premiers communiqués localisaient l'écrasement de l'avion contre une montagne de l'île d'Eubée, comme la tour de contrôle de l'aéroport d'Athènes l'avait indiqué dans un premier temps.
- Un SMS prétendument envoyé par un des passagers à son cousin indiquait que les pilotes étaient bleus, inconscients et que les passagers étaient frigorifiés. Ce SMS s'est révélé être un canular.

## Médias
L'accident a fait l'objet d'un épisode dans la série télé Air Crash nommé « L'avion fantôme » (saison 4, épisode 10).
L’accident a inspiré un épisode de la série Ghost Whisperer.